# 薩爾堡 (塞圖巴爾區)

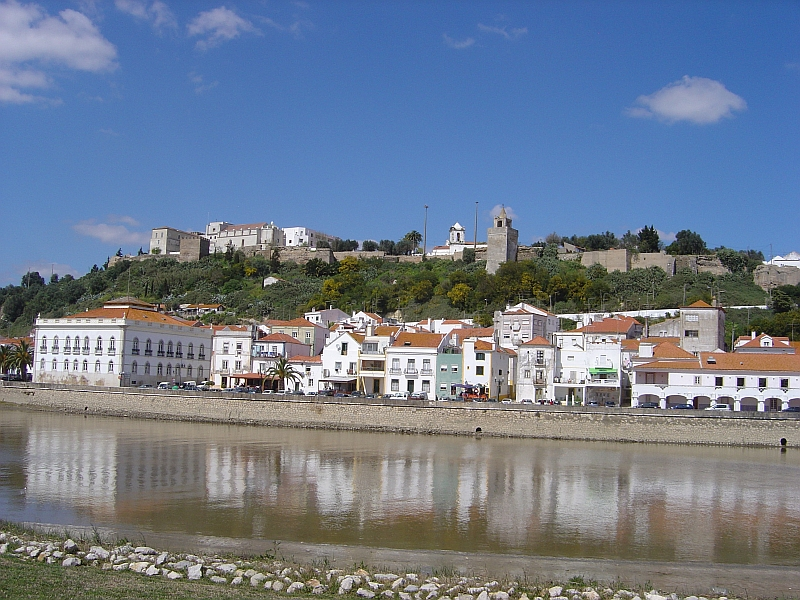

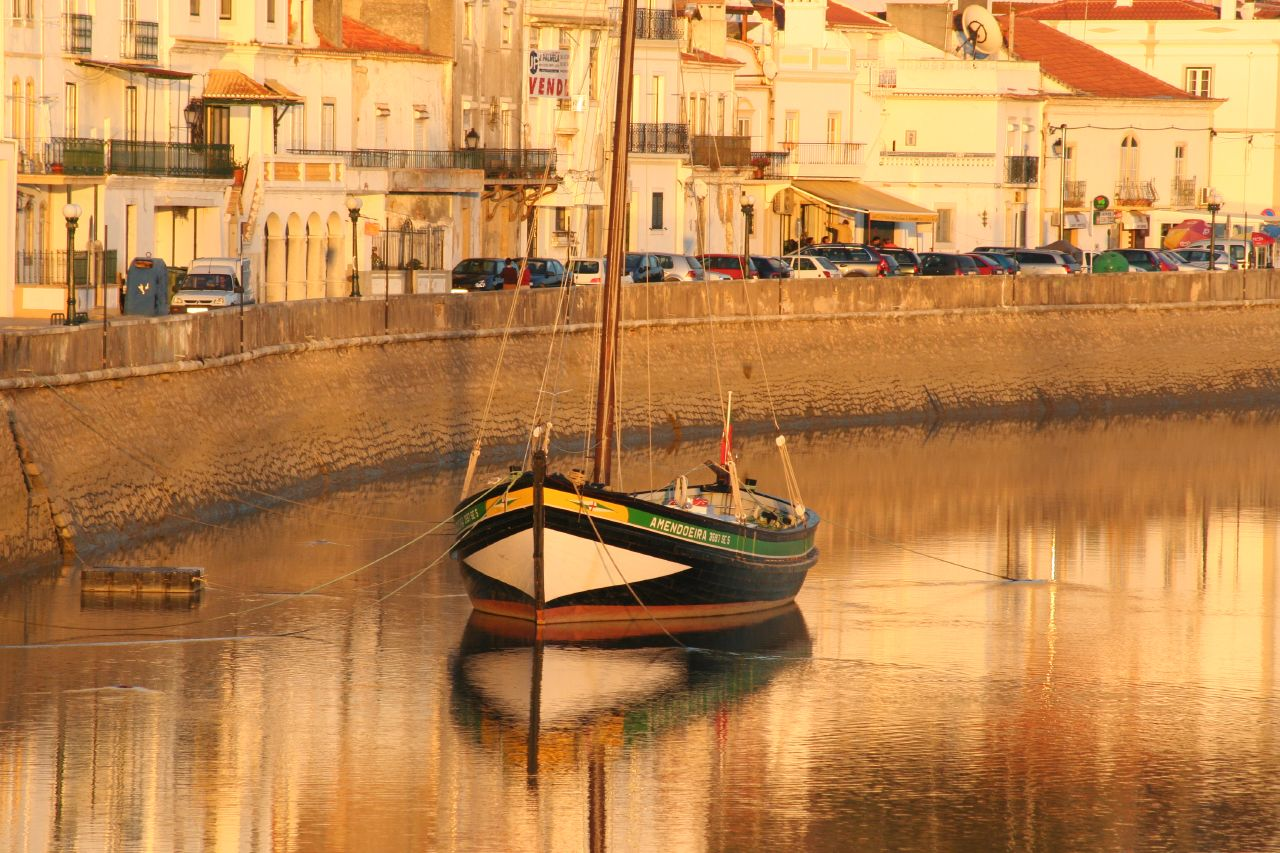

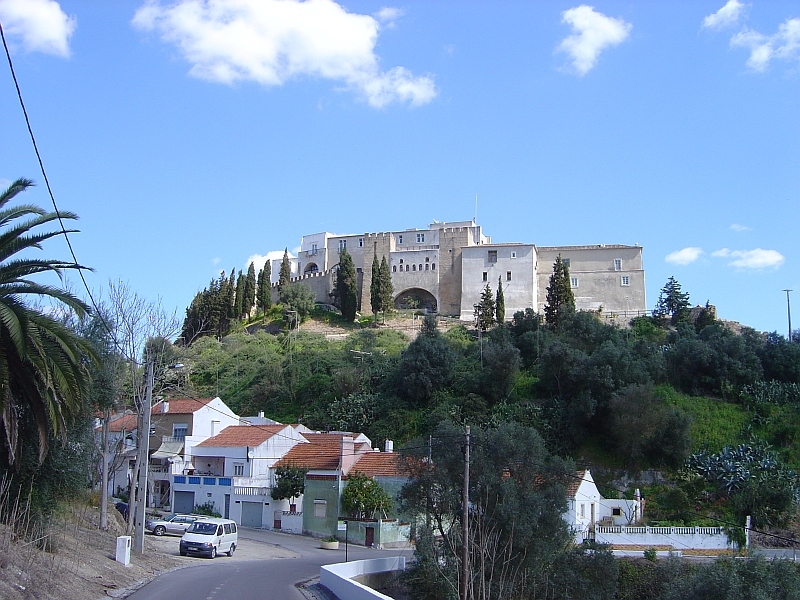

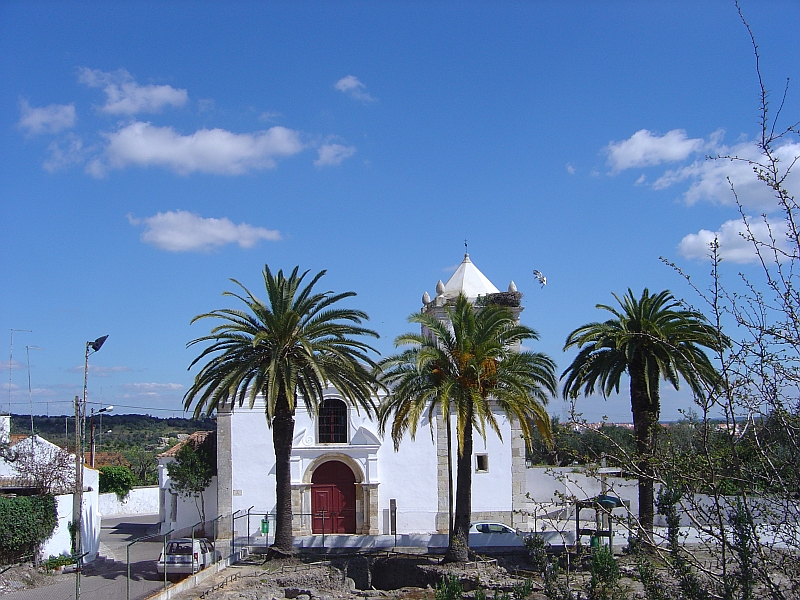

38°22′21″N 8°30′49″W / 38.37250°N 8.51361°W
薩爾堡（葡萄牙語：Alcácer do Sal），是葡萄牙的城鎮，位於該國中南部，由塞圖巴爾區負責管轄，始建於1218年，面積1,499.87平方公里，2011年人口13,046，人口密度每平方公里8.7人。